# Кабанов, Павел Германович
Павел Германович Кабанов (род. 9 апреля 1985) — российский пловец, заслуженный мастер спорта России, многократный чемпион мира, Европы и России, многократный рекордсмен мира.

## Биография
Начал заниматься спортом в родном Ярославле. Его тренером был Владимир Александрович Алаев.
В 2002 г. стал чемпионом и рекордсменом России, победителем Первенства Европы в Польше, двукратным чемпионом мира в Греции и рекордсменом мира по взрослым и юношам. 25 июля 2002 стал семикратным чемпионом Европы среди юниоров по подводному плаванию в ластах, при этом на дистанции 400 метров он установил мировой рекорд среди взрослых.
В 2004 г. — стал чемпионом мира в Китае.
В 2005 году победил в дистанциях на 50, 100 и 200 метров. Завоевал пять золотых медалей и установил шесть рекордов мира.
В 2006 году переехал в Новосибирск, где стал тренироваться у Александра Михайловича Салмина.
На чемпионате Европы по подводному спорту 2010 года стал пятикратным чемпионом.
На чемпионате Европы 2012 года первенствовал на дистанциях 100 м с аквалангом и 50 м в ластах.
На Всемирных Играх в Кали завоевал две серебряные медали, проиграв на дистанции 100 м в плавании в ластах итальянцу Чезаре Фумарола и на дистанции 50 м в нырянии спортсмену из Южной Кореи Тайкюн Ким. В эстафете на дистанции 4×100 м в плавании в ластах команда России (Павел Кабанов, Алексей Казанцев, Андрей Барабаш, Дмитрий Кокорев) установила новый рекорд 2.20,85. В составе команды завоевали золото два спортсмена Центра Павел Кабанов и Алексей Казанцев. А на Всемирных играх CMAS в Казани Павел Кабанов занял первое место в нырянии на 50 м и стал обладателем золота в эстафете 4×100 м. Он лидировал в заплыве на 100 м с результатом 31,60 и занял второе место на дистанции 50 м плавание в ластах.
На чемпионате Европы 2014 года установил два мировых рекорда, победив в дисциплинах: плавание в ластах 50 метров и ныряние в ластах в длину 50 метров. Ещё две золотые медали завоевал в подводном плавание на 100 метров, а также в плавание в ластах-эстафета 4×100 м (мужчины).
С чемпионата мира 2015 года привёз три медали: золотую, серебряную и бронзовую.
На чемпионате мира 2016 года стал бронзовым призёром в нырянии и чемпионом мира в эстафете 4х100 метров.
С чемпионата Европы 2017 года привёз четыре золотые награды.
На Всемирных играх 2017 года стал двукратным чемпионом и бронзовым призёром.
В 2018 году с чемпионата мира привёз золото эстафеты и серебро в нырянии.

## Семья: 2 детей
Его жена — Петухова Анна Владимировна-учитель иностранного языка